# Walter Boll
Walter Boll (* 9. Februar 1900 in Darmstadt; † 24. November 1985 in Regensburg) war ein promovierter deutscher Kunsthistoriker. Er war von 1928 bis in die 1970er Jahre in Regensburg als Kulturdezernent und Museumsdirektor tätig.

## Herkunft und Werdegang bis 1933
Walter Boll war der Sohn des Rechnungsrats Wilhelm Boll (1866–1929) und dessen Ehefrau Bertha Katharina, geb. Bany (1868–1946). Er studierte Neuere Kunstgeschichte an der Technischen Hochschule in Darmstadt, Archäologie und Literaturgeschichte in Frankfurt am Main, Würzburg und München. 1922 legte Boll mit 21 Jahren in Würzburg seine Promotionsschrift über Die Schönbornkapelle am Würzburger Dom vor und wurde mit summa cum laude vermutlich bei Fritz Knapp promoviert. Nach kurzer Anstellung als wissenschaftlicher Hilfsarbeiter in München wurde er Assistent an den Staatlichen Kunstsammlungen in Stuttgart.
Im Jahre 1928 ging er mit seiner damaligen Ehefrau Anna (geb. Feile) nach Regensburg. Nach der Scheidung von der ersten und dem Tod der zweiten Ehefrau erfolgte 1955 eine Eheschließung mit Doris Hellmuth. Aus dieser Ehe ging eine Tochter hervor.
1928 wurde Walter Boll vom damaligen Oberbürgermeister der Bayerischen Volkspartei Otto Hipp als Konservator der städtischen Kunstsammlungen nach Regensburg berufen und trat daraufhin in die Bayerische Volkspartei (BVP) ein. Zusätzlich wurde er 1931 beauftragt, die Leitung des städtischen Archivs zu übernehmen und ein Stadtmuseum zu gründen. Im selben Jahr wurde für das neue Museum, heute Historisches Museum Regensburg, der Gebäudekomplex des profanierten ehemaligen Minoritenklosters St. Salvator am damaligen Moltkeplatz von der Stadt erworben. Nachdem Oberbürgermeister Hipp 1933 von den Nationalsozialisten gewaltsam aus seinem Amt entfernt worden war, wurden die Planungen für das neue städtische Museum 1935 verändert. Das Museum sollte nach dem neuen Gau Bayerische Ostmark nun „Ostmarkmuseum“ heißen. Zur Eröffnung des Museums unter diesem Namen kam es aber zunächst noch nicht. Erst 1949 wurde das Museum  als städtisches Museum eröffnet.

## Bolls Wirken im Nationalsozialismus
Nach seinem Dienstantritt als Konservator engagierte sich Walter Boll auch im Kunst- und Gewerbeverein Regensburg und wurde bald dessen Zweiter Vorsitzender (1932–1945). Boll trat am 1. Oktober 1933 in die SA ein, einen Monat später, im November 1933, wurde er zum „Führer“ des gleichgeschalteten Historischen Vereins für Oberpfalz und Regensburg gewählt. Unter seiner Führung wurde das Führerprinzip und der sogenannte Arierparagraph eingeführt; jüdische Mitglieder wurden ausgeschlossen.
Boll trat zum 1. Mai 1935 der NSDAP bei (Mitgliedsnummer 3.613.244) und übernahm die Funktion eines Kreiskulturwarts der NSDAP. In der NS-Zeit bekleidete Boll das Referat für Museums-, Archiv- und Bibliothekswesen und wurde von Oberbürgermeister Otto Schottenheim und auch vom Zweiten Bürgermeister Hans Herrmann in jeder Hinsicht unterstützt. Anlässlich der Erweiterung der Postdirektion am Domplatz wurde unter dem Denkmalpfleger Boll in Abstimmung mit der nationalsozialistischen Stadtführung z. B. zwischen 1937 und 1940 der Herzogshof auf dem Domplatz um- und zurückgebaut. Der Herzogssaal blieb damals erhalten, jedoch wurden die Ostfassade des Ostflügels nach Vorstellungen von Boll durch Rückbau von unpassenden Fenstern „bereinigt“ und zwei romanische Rundbogenfenster aus dem Fundus des Museums eingebaut. Dieses Vorgehen gilt laut einer Denkmalschutz-Studie als ein Paradebeispiel für Bolls Art einer „schöpferischen Denkmalpflege“, die auch zum Ziel hatte, Regensburg nach dem Vorbild von Nürnberg und Rothenburg zu einem touristischen Anziehungspunkt umzugestalten. Für den Herzogsaal ließ Boll 1940 einen eigens angefertigten Wandteppich mit kämpfenden Rittern anbringen, der Bezüge zwischen dem Überfall auf Polen von 1939 mit der Regensburger Dollingersage herstellt. Der Wandteppich zeigt ausweislich eines Textbanners den Ritter Dollinger, wie er den Ritter Kracko beim Lanzenstechen vom Pferd wirft. Dollinger führt im Schild und auf dem Rossharnisch stilisierte Hakenkreuze als Zeichen. Unterhalb der Turnierszene werden im Polenfeldzug „zurückeroberte deutsche Städte“, wie Krakau, Posen und Danzig genannt. Im Zuge des Teilabbruchs des Herzogshofs ließ Boll auch eine Arkade zwischen Domplatz und Kornmarkt errichten, die er als Teil seiner „Vision von einer autogerechten mittelalterlichen Altstadt“ verstand. Auch anlässlich eines damals aus Gründen besserer innerstädtischer Verkehrsverbindungen in Erwägung gezogenen Abrisses des Heuporthauses agierte Boll ähnlich. Er ließ die Fassade des Heuporthauses mit einer gotischen Maßwerkfensterreihe umgestalten, um das Haus dadurch zu einem in Deutschland touristisch einmaligen Kaffeehaus aufzuwerten und damit einen Abriss unmöglich zu machen.
In seiner Funktion als NS-Kreiskulturwart gestaltete Boll eine Reihe von Kunstausstellungen, so etwa die Schau, die im Mai 1935 als Bestandteil der „Braunen Ostmarkmesse“ vom Reichspropagandaministerium organisiert und in den Räumen des Kunst- und Gewerbevereins gezeigt wurde. Zu sehen waren damals unter anderem Werke des Regensburger Malers Max Wissner wie etwa das Werk Hitlerjunge.
Anfang Januar 1936 wurde in den Räumen des Regensburger Kunst- und Gewerbevereins unter den Vorständen Walter Boll und Gustav Bosse die Vorgängerversion der Ausstellung „Entartete Kunst“ gezeigt. Anlässlich dieser Ausstellung lobte der damalige Bürgermeister Hans Herrmann, SS-Fördermitglied und NSDAP-Mitglied seit 1935, den NS-Obmann Boll für seine Verdienste für die „Wiederaufrichtung einer reinen und echten“ deutschen Volkskultur. Als Gegensatz dazu sprach er von einer angeblichen „jüdisch-bolschewistische(n) Kulturverhöhnung“ und forderte die „Ausmerzung und Überwindung aller artfremden Elemente und undeutschen Erscheinungen in Wissenschaft und Kunst, in Funk und Film“. Im Rahmen der Gauwoche vom Mai 1936 präsentierte der Kunstring der NS-Kulturgemeinde die Verkaufs-Ausstellung Kunstschaffen in der Bayerischen Ostmark. Diese Schau fand unter dem Protektorat von Gauleiter Fritz Wächtler statt. Die künstlerische Leitung hatte Boll inne.
Die Organisation des städtischen Festaktes anlässlich des Besuchs von Adolf Hitler in Regensburg im Juni 1937 lag in den Händen von Walter Boll. Der Besuch erfolgte im Zuge der Aufstellung der Büste des Komponisten Anton Bruckner in der Walhalla im Juni 1937. Unter Leitung von Boll wurde damals auch die Minoritenkirche restauriert, für die Adolf Hitler eine Orgel spendiert hatte. Die pompösen Feierlichkeiten in der Minoritenkirche wurden mit Geldern des Propagandaministeriums finanziert, von den Regensburger Domspatzen unter der Leitung des Domkapellmeisters Theobald Schrems musikalisch begleitet und deutschlandweit im Rundfunk übertragen. Für seine „ausgezeichnete Ausgestaltung der Minoritenkirche“ wurde Boll in der Nazipresse überschwänglich gelobt. Boll organisierte ebenfalls den damaligen Umbau des Regensburger Rathauses, in dem Adolf Hitler bei seinem Besuch im Juni 1937 für die Öffentlichkeit residieren sollte. Für die Vorbereitung dieser Veranstaltung wurde Boll vom Denkmalpfleger und Oberregierungsrat Rudolf Esterer vorgeschlagen. Boll besorgte Dekorationsgegenstände wie Teppiche, Sessel, Bücher und weitere Gegenstände aus dem Germanischen Nationalmuseum in Nürnberg und der Münchner Residenz, damit sich der „Führer“ im Regensburger Rathaus den Bürgern in einem simulierten kaiserlichen Ambiente präsentieren konnte.
Als Direktor des Ostmarkmuseums erwarb oder raubte Boll mehrere Kunst- und Wertgegenstände der Regensburger Freimaurerloge, die NS-verfolgungsbedingt gezwungen war, ihre Besitztümer abzugeben, so z. B. Ritualgegenstände und Bilder von 1934.
Boll erwarb oder raubte auch „einige gute Bilder aus Judengut“, die aus der sogenannten Aktion 3 stammten. Mit dieser Aktion nahm das Regensburger Finanzamt auch Wertgegenstände von deportierten Juden und Jüdinnen an sich, die dann versteigert und verkauft wurden. Darunter waren auch jüdische Kultgegenstände, Thorarollen und -schilde, Becher und Messer aus Silber, die in der Reichspogromnacht 1938 aus den Synagogen in Regensburg, Weiden und Bayreuth geraubt worden waren. Einige Teile nahm Boll 1938 ins Ostmarkmuseum auf. Nur ein Bruchteil der geraubten Kultgegenstände wurde in den Nachkriegsjahren an die jüdischen Gemeinden zurückgegeben.
Als Denkmalpfleger begutachte Boll auch die Immobilien von Regensburger Juden und Jüdinnen, die Nazideutschland verlassen wollten und ihre Flucht durch den Verkauf ihrer Immobilien finanzieren mussten. In diesem Zusammenhang plädierte Boll für die „Arisierung“ der Gebäude durch Verkauf, erteilte aber keine sofortige denkmalpflegerische Zustimmung für den Notverkauf und verzögerte oder verhinderte dadurch die Emigration von verfolgten Juden, die in der Folge deportiert und umgebracht wurden.
Zur Umsetzung der im Jahre 1940 erlassenen Verordnung Metallspende des deutschen Volkes wurde Walter Boll von Oberbürgermeister Otto Schottenheim zum „sachkundigen Beauftragten“ der Stadtverwaltung ernannt. Unter seiner Ägide sollten in sämtlichen Gebäuden der Regensburg Stadtverwaltung, in „Krankenhäusern, Altersheimen und Museen die in Betracht kommenden Gegenstände“ festgestellt und abgeliefert werden. Falls sich unter den abgelieferten Gegenständen welche befanden, die von historischen und künstlerischen Wert waren, bat Boll um Rückgabe.

## Die Zeit nach dem Zweiten Weltkrieg

### Entnazifizierung
Nach dem Ende des NS-Regimes blieb Boll zunächst im Amt, bis er am 20. Oktober 1945 von der amerikanischen Militärregierung vom Dienst suspendiert wurde. Im Meldebogen des Spruchkammerverfahrens stufte Boll sich im Mai 1946 als „Mitläufer“ ein, der Ankläger der Spruchkammer klagte ihn Ende November als „Belastet“ an. Ende 1946 beantragte Boll ein nicht-öffentliches Spruchkammer-Verfahren unter dem Ausschluss der Öffentlichkeit und seine Anwälte plädierten nun, gestützt auf viele Persilscheine, auf „Entlastet“. Anfang Januar 1947 wurde die Klageschrift gegen Boll geändert und er als „Entlastet“ eingestuft. Als solcher wurde Boll durch das Spruchkammerurteil vom 4. Februar 1947 entnazifiziert. Wegen Bolls falscher Angaben im Meldebogen legte die amerikanische Militärregierung Widerspruch ein und ließen ihn verhaften. Von Ende Oktober 1947 bis Ende Mai 1948 saß Boll deshalb in der Strafanstalt Amberg ein. Im August 1948 konnte Boll gemäß dem Beschluss des Regensburger Stadtrats in sein Amt als Museumsdirektor zurückkehren.

### Kulturdezernent und Museumsdirektor
Ab September 1948 leitete Boll wieder das Städtische Museum (heute: Historisches Museum Regensburg), das 1949 wiedereröffnet wurde. Boll wurde unter der Zuständigkeit des damaligen zweiten Bürgermeisters Hans Herrmann zum Museumsdirektor berufen. Als Kulturdezernent fungierte Boll wieder ab 1950. 1953 wurde ihm vom Stadtrat die 1949 geschaffene Albertus-Magnus-Medaille verliehen. 1955 erschien ein Buch von ihm über Regensburg im Deutschen Kunstverlag und wurde zu einem Bestseller.
Als Denkmalpfleger glaubte Boll, als Beauftragter des Bayerischen Landesamtes für Denkmalpflege von der Stadtverwaltung und vom städtischen Baudezernat mit den dort ablaufenden Planungen unabhängig zu sein. Dieser Glaube führte so häufig zu Auseinandersetzungen, dass man auf Seiten der Stadtverwaltung versuchte, Boll aus allen Planungsprozessen herauszuhalten. Das veranlasste Boll, sich bei seinem Studienfreund Heinrich Kreisel zu beschweren, der bis 1963 Generalkonservator des Bayerischen Landesamtes für Denkmalpflege war. Das Verhalten von Boll polarisierte aber auch innerhalb der Gruppe der Denkmalschützer, die ihm vorwarfen, die Altstadt von Regensburg zu einem Museum umbauen zu wollen. Obwohl Boll das bestritt, galt er als welt- und wirklichkeitsfremd und man unterstellte ihm, dass er in Regensburg ein Walt-Disney-Land schaffen wolle, eine Art „Walt-Bolly-Land“. Boll selbst wies diese Vorwürfe meist auswärtiger Verkehrsplaner stets zurück und äußerte sich abwertend über deren Theorien. Er bevorzugte eine lokal ausgerichtete Verkehrsplanung mit Parkplätzen rund um eine den Fußgängern vorbehaltene Altstadt und fügte hinzu, dass in der Altstadt alles getrost verschwinden könne, was historisch wertlos und abbruchwürdig sei, denn die wenigsten Gebäude in der Altstadt stünden unter Denkmalschutz.
Boll blieb Leiter des Stadtarchivs und Kulturdezernent, bis er 1968 als Beamter in den Ruhestand trat und als Kulturdezernent durch Wolf Peter Schnetz abgelöst wurde. Sein Nachfolger als Museumsleiter wurde Wolfgang Pfeiffer.
Am Beginn der 1970er Jahre änderten sich die Verhältnisse nach dem Dienstantantritt des neuen Kulturdezernenten Wolf Peter Schnetz, der Boll in diesem Amt ablöste. Als Heimatpfleger war Boll nicht bereit, seine Obliegenheiten und Möglichkeiten als Denkmalpfleger aus der Hand zu geben und Schnetz als neuer Kulturdezernent war der Auffassung, dass das Bayerische Landesamt für Denkmalpflege nicht weisungsbefugt gegenüber der Stadtverwaltung war. Deshalb gelang es Boll, noch über Jahre hinweg bei Denkmalangelegenheiten der Stadt Einfluss zu nehmen. Er versuchte, sich Mitsprache zu sichern, obwohl er über beabsichtigte Maßnahmen von der Stadtverwaltung nicht kontinuierlich informiert wurde, was seinen Argwohn erregte und es ihm auch ermöglichte, Verdächtigungen gegenüber der Stadtverwaltung zu äußern. Mitte der 1970er Jahre verschärfte sich die Lage und die Stimmung. Nachdem Boll Vertreter des Stadtbauamtes als Verbrecher bezeichnet hatte, kam in der Stadtverwaltung der Wunsch auf, Boll loszuwerden. Man begann, schriftliche Vorwürfe gegen ihn zusammenzustellen. Die Vorwürfe betrafen seine Versäumnisse als Direktor des städtischen Museums (schlechte Erwerbspolitik) und als Gründer und weisungsgebundener Vertreter der Stadt bei der 1957 gegründeten Ostdeutschen Galerie (verschwundene Gründungsakten).
Hinzu kamen 1978 die sich schnell bundesweit verbreitenden Auseinandersetzungen um die von Boll initiierte und von Johann Vielberth finanzierte Anfertigung und Aufstellung einer Kopie der Statue des Don Juan de Austria auf dem Zieroldsplatz östlich vom Rathaus. Das Denkmal wurde von den Gegnern Bolls als „Abklatsch“ eines Originals bezeichnet, mit dessen Aufstellung Boll in erster Linie populistische Ziele verfolge. Mit dem Denkmal für einen berühmten, in Regensburg von einem Kaiser gezeugten Sohn der Stadt Regensburg, dem es im Laufe seines Lebens als Befehlshaber der spanischen Armada gelungen war, nicht-christliche Türken zu besiegen, wolle Boll bei Touristen nur die Aufmerksamkeit für Regensburg als dessen Geburtsstadt gewinnen. Ein anonymer Briefschreiber aus dem Bauamt der Stadt machte daraufhin Oberbürgermeister Viehbacher darauf aufmerksam, dass es höchste Zeit sei, Boll aus dem Verkehr zu ziehen, ohne dass aber seine guten Taten für Regensburg vergessen werden sollten.
Trotz dieser Auseinandersetzungen bleibt unbestritten, dass Boll durchaus zu Kompromissen bereit war. So trat er vehement für den Erhalt des Hauses zum Sauseneck (Lufthaus) und für den Erhalt der typischen Vorbauten der Häuser in der Keplerstraße ein, die dort den Ausbau der Keplerstraße für den fließenden Verkehr behinderten. Auch stritt er heftig um den Erhalt des westlichen Altstadtkerns zwischen Rathaus und Weißgerbergraben, hatte aber auch keine Einwände gegen Abrisse in gewissen Bereichen der Altstadt zugunsten großzügiger Neubauten. Auch war Boll ein Freund von beidseitigen Fußgängerarkaden, die gar kein Vorbild im üblichen historischen Straßenbild von Regensburg hatten.

### Einsatz für Denkmalschutz und Kulturförderung
Nach dem Zweiten Weltkrieg trat Boll für den Erhalt aller vorhandenen und entdeckten Reste der ehemaligen Mauer des römischen Legionslagers Castra Regina ebenso ein wie auch für Erhalt und Sanierung der mittelalterlichen Bausubstanz in der Regensburger Altstadt. Er versuchte, die damals im Rahmen der beabsichtigten Entkernung und Sanierung der Altstadt von der Stadtverwaltung geplanten Abbrüche zahlreicher historischer Gebäude einzuschränken.
- Nach 1952 war Walter Boll mit Zuschüssen aus dem Etat des Stadtmuseums behilflich bei Maßnahmen zur Erhaltung der Schmuckgitter von Grabdenkmälern auf dem Gesandtenfriedhof bei der Dreieinigkeitskirche.[17]
- Mit Unterstützung von Walter Boll konnte 1950 der Maler Xaver Fuhr, der von den Nationalsozialisten Mal- und Ausstellungsverbot erhalten hatte, in Regensburg in einer Mansardenwohnung im Haus Albertstraße Nr. 7a eine Wohnung beziehen und ein eigenes kleines Atelier einrichten, wo er bis zu seinem Tod wohnhaft blieb.[18]
- Als sich 1956 Teile des Stadtrates für den Abbruch des völlig maroden Thon-Dittmer-Palais zugunsten des Baus eines modernen Kaufhauses aussprachen, war Boll dem damaligen Bürgermeister Hans Herrmann bei der Beschaffung von benötigten zusätzlichen Finanzmittel behilflich, um einen Nachtragshaushalt zur Sanierung des Dachstuhls abzusichern und den Abbruch des Palais zu verhindern.[19]
- Walter Boll leitete die 1966 als Museum in der Rechtsform einer Stiftung gegründete „Ostdeutsche Galerie“ seit ihrer Eröffnung 1970 als Museumsdirektor bis 1978. Die Gründung der Stiftung geht u. a. auf Walter Bolls Initiative zurück.[3][20] Bereits in einem Aufruf vom 15. Februar 1949 in der Mittelbayerischen Zeitung zur Eröffnung des damaligen Regensburger Museums (heute Historisches Museum Regensburg) hatte Boll geschrieben: „Insbesondere aber bitten wir die Bayerische Staatsregierung und die Vertreter staatlicher Sammlungen, aus ihrem überreichen Bestand durch geeignete Leihgaben dazu beizutragen, die von uns angestrebte echte und überzeugende Darstellung der altbayerischen Kulturleistung und ihres ehemaligen Mittelpunktes Regensburg abrunden und vervollständigen zu helfen.“
- Gemeinsam mit Ernst Schremmer[21] (1916–1998), Geschäftsführer der Künstlergilde e. V. Esslingen, und von 1940 bis 1945 Presse- und Kulturreferent des Reichsstatthalters im Sudetenland Konrad Henlein, gab er als Museumsdirektor mehrere Publikationen zur Ostdeutschen Galerie heraus, die im Literaturverzeichnis der offiziellen Website des Kunstforum Ostdeutsche Galerie jedoch nicht genannt werden.
- Walter Boll leitete nach seiner Pensionierung von 1966 bis zu seinem Tod 1985 als Direktor das Deutsch-Amerikanische Institut in Regensburg, dessen Unterbringung im mit amerikanischem Geld teilsanierten Thon-Dittmer-Palais er nach 1953 angeregt und betrieben hatte.[22]

1982 führte die Wochenzeitung Die Zeit ein Gespräch mit Walter Boll, in dem man ihn so beschrieb: „Er ließ sich durch nichts aufhalten, auch nicht durch die Nazis, deren Uniform er anzog, «um unsere Dinge irgendwie weiterzumachen». Danach glitt er glatt in die neue Zeit hinüber, machte einfach weiter, wo er aufgehört hatte, und wurde später Kulturdezernent.“

## Ehrungen
- 1953: Albertus-Magnus-Medaille, Stadt Regensburg
- 1954: Nordgaupreis des Oberpfälzer Kulturbundes
- 1968: Goldene Bürgermedaille der Stadt Regensburg[24]
- 1973: Kulturpreis der Stadt Regensburg
- 1978: Großes Verdienstkreuz der Bundesrepublik Deutschland[25]
- 19XX: Bayerischer Verdienstorden
- 1980: Ehrenbürgerschaft der Stadt Regensburg[26]
- 1985: Ehrenbegräbnis der Stadt Regensburg am 25. November 1985 und Beisetzung in einem Ehrengrab auf dem Friedhof Dreifaltigkeitsberg[27][3]

## Kontroversen
Die Stadtratsfraktion der Regensburger ÖDP beantragte in den Jahren 2008 und 2010, eine Straße nach Boll zu benennen. Dieser Antrag stieß wegen der NSDAP-Mitgliedschaft Bolls auf Kritik, ein Beschluss wurde vertagt. Stand 2022 sind keine Straße und kein Platz in Regensburg nach Walter Boll benannt.
Der Regensburger Stadtheimatpfleger Werner Chrobak organisierte Ende Januar 2019 eine Veranstaltung, in der die Regensburger Autorin Waltraud Bierwirth in einem öffentlichen Vortrag ihre Forschungsergebnisse zu Bolls aktiver Mitwirkung bei „Arisierungen“ jüdischen Eigentums vorstellte. Die Pressestelle der Stadt Regensburg gab daraufhin Anfang März 2019 bekannt, dass das Amt für Archiv und Denkmalpflege „eine umfassende kulturelle und geschichtliche Prüfung“ vornehmen werde.

## Schriften (Auswahl)
- Regensburg (= Deutsche Lande Deutsche Kunst). Aufnahmen von Werner Neumeister und Wilkin Spitta. 4. Auflage. Deutscher Kunstverlag, München/ Berlin 1983, ISBN 3-422-00123-9 (Erstausgabe 1955).
- Ostdeutsche Galerie Regensburg. Westermann, Braunschweig 1978, DNB 780193865.
- Reichstagsmuseum. Mittelbayer. Druck- und Verlagsgesellschaft, 1973, OCLC 891928000.
- Die Schönbornkapelle am Würzburger Dom. Ein Beitrag zur Kunstgeschichte des XVIII. Jahrhunderts. G. Müller, München 1925, DNB 579229467 (Dissertation Universität Würzburg, Philosophische Fakultät 1922, 146 Seiten).